# Mysticum
Mysticum — норвежская индастриал-блэк-метал-группа из Аскер, Норвегия. Группа образовалась в 1992 году под именем Sabazios, но сменила имя после выпуска демоальбома "Medusa's Tears" в 1993 году. Mysticum известны как пионеры поджанра индастриал-блэк-метал.

## Состав

### Текущий состав
- Джон Пребен «Prime Evil» Мульвик (также известный, как «Ravn» или «Svartravn») — гитара, вокал (1992 — наши дни)
- Бенни «Herr General Cerastes» Лауманн — гитара, вокал (1992 — наши дни)
- Мин «Dr. Best» Мальмберг — бас-гитара, программирование ударных (1992 — наши дни)

### Бывшие участники
- Ян Аксель «Hellhammer» Бломберг — ударные (1994)
- Ивар Бьёрнсон — гитара (1994—1995)

## Дискография
| Название                                     | Год  | Тип                      |
| -------------------------------------------- | ---- | ------------------------ |
| Medusa's Tears                               | 1993 | Демоальбом               |
| Wintermass                                   | 1993 | Демоальбом               |
| Mysticum / Ulver                             | 1994 | Сплит-альбом с Ulver     |
| Piss Off!!!                                  | 1995 | Демоальбом               |
| Mysticum (Best Of)                           | 1995 | Компиляция               |
| In the Streams of Inferno                    | 1996 | Студийный альбом         |
| Black Magic Mushrooms / The Habit of Fear    | 2003 | Сплит-альбом с Audiopain |
| Lost Masters of the Universe                 | 2004 | Компиляция               |
| Planet Satan                                 | 2014 | Студийный альбом         |
| Never Stop the Madness: The Roadburn Inferno | 2018 | Концертный альбом        |